# Julius Boros
Julius Nicholas Boros (* 3. März 1920 in Bridgeport, Connecticut; † 28. Mai 1994) war ein ungarisch-amerikanischer Berufsgolfspieler. Boros wurde v. a. dadurch bekannt, dass er lange Zeit der älteste Mensch war, der eines der modernen Majorsturniere gewann, nämlich die PGA Championships 1968 im Alter von 48 Jahren. Dieser Rekord wurde erst 2021 von Phil Mickelson übertroffen, der mit 50 Jahren die PGA Championships gewann.

## Leben
Boros gewann 18 PGA Tour Veranstaltungen, einschließlich drei Golf-Major-Turniere. 1982 wurde er in die World Golf Hall of Fame aufgenommen. Boros erlitt 1994 in Fort Lauderdale, Florida einen tödlichen Herzinfarkt.